# Angelo Longo Editore
Angelo Longo editore è una casa editrice italiana fondata a Ravenna nel 1965 per volontà di Angelo Longo, già titolare della storica libreria aperta da Cicci e Angelo Longo nel 1959 in via A. Diaz n. 59 a Ravenna.
L'editore nasce pubblicando soprattutto temi e autori di storia e cultura locale tra cui Eraldo Baldini, per poi ampliare le proprie aree di interesse verso strumenti di analisi e ricerca in ambito letterario, storico artistico e scientifico, collaborando con istituti di ricerca fra cui l'Università di Bologna.
Tra le serie più significative, la collana Letture Classensi dal 1968 curata dalla Biblioteca Classense, la rivista L'Alighieri: rassegna bibliografica dantesca dal 1993 e I quaderni del Cardello: collana di studi romagnoli della Fondazione Casa di Oriani.
Tra gli autori pubblicati si segnalano: Ezio Raimondi, Emilio Pasquini, Gerhard Rohlfs, Andrea Battistini, Giorgio Barberi Squarotti, Pier Paolo D'Attorre.